# Großer Beerberg
La Großer Beerberg est le point culminant de la forêt de Thuringe et du land de Thuringe en Allemagne centrale. C'est un vestige rhyolitique d'un volcan actif pendant plus de 250 millions d'années pendant le Permien. Il s'élève à 983 m d'altitude, avec une proéminence de 389 m par rapport à Querenbach et une isolation topographique de 103 km depuis l'Ochsenkopf dans les Fichtelgebirge.
Il se trouve dans l'arrondissement d'Ilm à environ 3 km du village de Suhl et à 5,5 km de Zella-Mehlis. Il est compris dans la réserve de biosphère de la forêt de Thuringe.